# 尖頭深海狗母魚
尖頭深海狗母魚（学名：Bathypterois phenax）為輻鰭魚綱仙女魚目青眼魚亞目爐眼魚科的一種，分布於東大西洋獅子山至南非外海、西大西洋墨西哥灣、加勒比海至巴西海域，屬深海底棲性魚類，深度800-2657公尺，體長可達18公分，棲息在大陸坡底層水域，以底棲性無脊椎動物為食，生活習性不明。